# Nílson Dias
Nílson Severino Dias, mais conhecido como Nílson Dias (Rio de Janeiro, 25 de janeiro de 1952), é um ex-futebolista brasileiro que atuava como atacante.

## Carreira
Criado no bairro do Engenho de Dentro, foi reprovado nas peneiras do Flamengo e chegou ao Botafogo em 1968, estreando no infantil no dia 10 de fevereiro de 1968, na vitória de 2 x 1 sobre o Madureira.
Sua estreia na equipe principal foi em 21 de abril de 1970, no empate em 0x0 com o Vasco da Gama, no Maracanã.
Em 1971, participou da Seleção Brasileira de Novos que venceu o Torneio de Cannes, na França, conquistando também o segundo lugar no Torneio Sul-Americano de juniores, disputado no Paraguai. Na Seleção Brasileira Sub-23 estreou no dia 26 de novembro de 1971, marcando o gol do empate em 1 x 1 com o Equador. Foram 8 jogos e 3 gols por esta categoria.
No ano seguinte, foi sacado do grupo que representou o Brasil nos Jogos Olímpicos de Munique, na Alemanha.
Em junho de 1972, foi emprestado ao Deportivo Cali, da Colômbia, lá permanecendo até fevereiro de 1973.
Quando retornou ao Botafogo, se tornou titular do time e o principal goleador do time durante o Campeonato Brasileiro daquele ano. Nas temporadas de 1974 e 1975, novamente foi o artilheiro da equipe e foi artilheiro do Botafogo nos Campeonatos Cariocas de 1974 e 1975, em ambos com 18 gols marcados.
Em setembro de 1974, venceu o Torneio Independência.
Em 13 de novembro de 1975, em partida contra o Corinthians, numa dividida com o lateral-direito Zé Maria, fraturou o perônio e rompeu os ligamentos do tornozelo direito. A cirurgia foi realizada pela equipe do Dr. Lídio Toledo, que instalou cinco parafusos e uma placa de platina na perna do jogador do Botafogo. Em 21 de janeiro de 1976, mais uma cirurgia para retirar o reforço de platina.
Estreou na Seleção Brasileira principal em 23 de janeiro de 1977, na vitória de 1 x 0 sobre a Bulgária. Na Seleção Principal foram cinco jogos e um gol.
Sua partida de despedida aconteceu em 28 de maio de 1978, no Maracanã, no empate do Botafogo com o Flamengo, em 1 x 1.
Deixou o Fogão em setembro de 1978, quando foi negociado com o Universidad Guadalajara, do México. É um dos principais artilheiros do Botafogo, com 127 gols marcados entre 1970 e 1978.
Em fevereiro de 1981, foi contratado por empréstimo pelo Internacional, em troca do atacante Bira. Estreou no Colorado no dia 7 de março, no Beira-Rio, em jogo válido pelo Campeonato Brasileiro, marcando o gol da vitória de 1 x 0 sobre o Goiás. Foi campeão gaúcho daquele ano, mas o clube não quis comprar o seu passe por 40 milhões de cruzeiros e deixou o Inter em julho.
No segundo semestre de 1981, se transferiu por empréstimo ao Santos, onde estreou no dia 16 de agosto, no 0x0 contra a Portuguesa de Desportos no Canindé, em jogo do Campeonato Paulista. Ficou no clube paulista até abril de 1982.
Se transferiu para o Santa Cruz, de Recife, onde estreou em 18 de julho de 1982, em Caruaru, marcando o gol da vitória por 1 x 0. Permaneceu no clube pernambucano até o final de 1982.
Devolvido ao Santos, foi emprestado ao São Cristóvão para a disputa do Campeonato Carioca de 1983.
Ao todo pelo Santos, foram 42 jogos e 4 gols.
Em seguida defendeu o Académica de Coimbra, de Portugal, nas temporadas 1983/1984 e 1984/1985 e o Olaria, em 1985.
Aos 35 anos, no dia 2 de maio de 1989, se apresentou ao Sobradinho-DF, com contrato de quatro meses. No dia 7 de maio, fez sua estreia na vitória de 3 x 1 sobre o Taguatinga, no estádio Augustinho Lima, quando marcou dois gols. Atuou em quatro jogos pelo clube, saindo ainda no final de maio.

## Títulos
Botafogo
- Torneio Independência do Brasil: 1974
- Taça Augusto Pereira da Mota: 1975
- Taça José Wânder Rodrigues Mendes: 1976
- Torneio Ministro Ney Braga: 1976

Internacional
- Campeonato Gaúcho: 1981